# ويني كورديرو
ويني كورديرو هي مذيعة وصحفية وممثلة فلبينية، ولدت في 1 نوفمبر 1966.

## وصلات خارجية
- ويني كورديرو على موقع IMDb (الإنجليزية)
- ويني كورديرو على موقع قاعدة بيانات الفيلم (الإنجليزية)